# 七大脏词
七大髒詞（Seven dirty words）是美國喜劇演員喬治·卡林在1972年發行的專輯《Class Clown》「七個永遠不能在電視上說的字」（Seven Words You Can Never Say On Television）這段音軌中所列出的七個英語詞彙。當時這七個詞彙被普遍認為不適合用於大眾傳播媒體上，尤其是無線電視台和廣播電台的節目。

## 七大髒詞
按照喬治·卡林在專輯中所說的先後順序，這七個詞彙分別是：
| 詞彙 | 意義       | 常见用法 | 類似的中文髒話                                                                 |
| ---- | ---------- | --- | ------------------------------------------------------------------------------ |
|      | 大便       | 感叹词用来表达厌恶、失望、挫折、恐慌或震惊。名词用来表达不好的东西、或特比的东西。                                       | 吃屎、呷屎（chia̍h sái）                                                        |
|      | 尿         | 用于一些习语组合。动词用来表达挫折的心态。                                                                               |                                                                                |
|      | 性交       | 用于很多习语组合。动词与汉语肏和幹用意几乎相同。感叹词用来表达忿怒、恐慌、震惊、烦恼或急躁。本词是英语中最暴力词汇之一。 | 肏（操）、姦（而「姦」的闽南語發音近似國語的「幹」）；屌（𨳒）；“𠂉”（日）等。 |
|      | 陰道       | 用来咒骂和轻视女性。有很重的性別歧視的含义，因此属于英语脏话中最暴力词汇之一。 Bitch意思类似，但没有此词暴力。           | 屄（逼，B，閪）；膣毴（chi-pai）                                               |
|      | 口交       | 用来咒骂女性的名词。 | 嗍朖鸟、泯条、吹箫、嘬撚㞗、含𡳞、擔柴、食𡳞鳥、食𡳞脬、含撚                   |
|      | 操你媽     | 用来咒骂男性的名词。 | 用法類似傻屌、王八蛋                                                           |
|      | 乳头或乳房 | 名词用与其原意。 |                                                                                |

## 源由

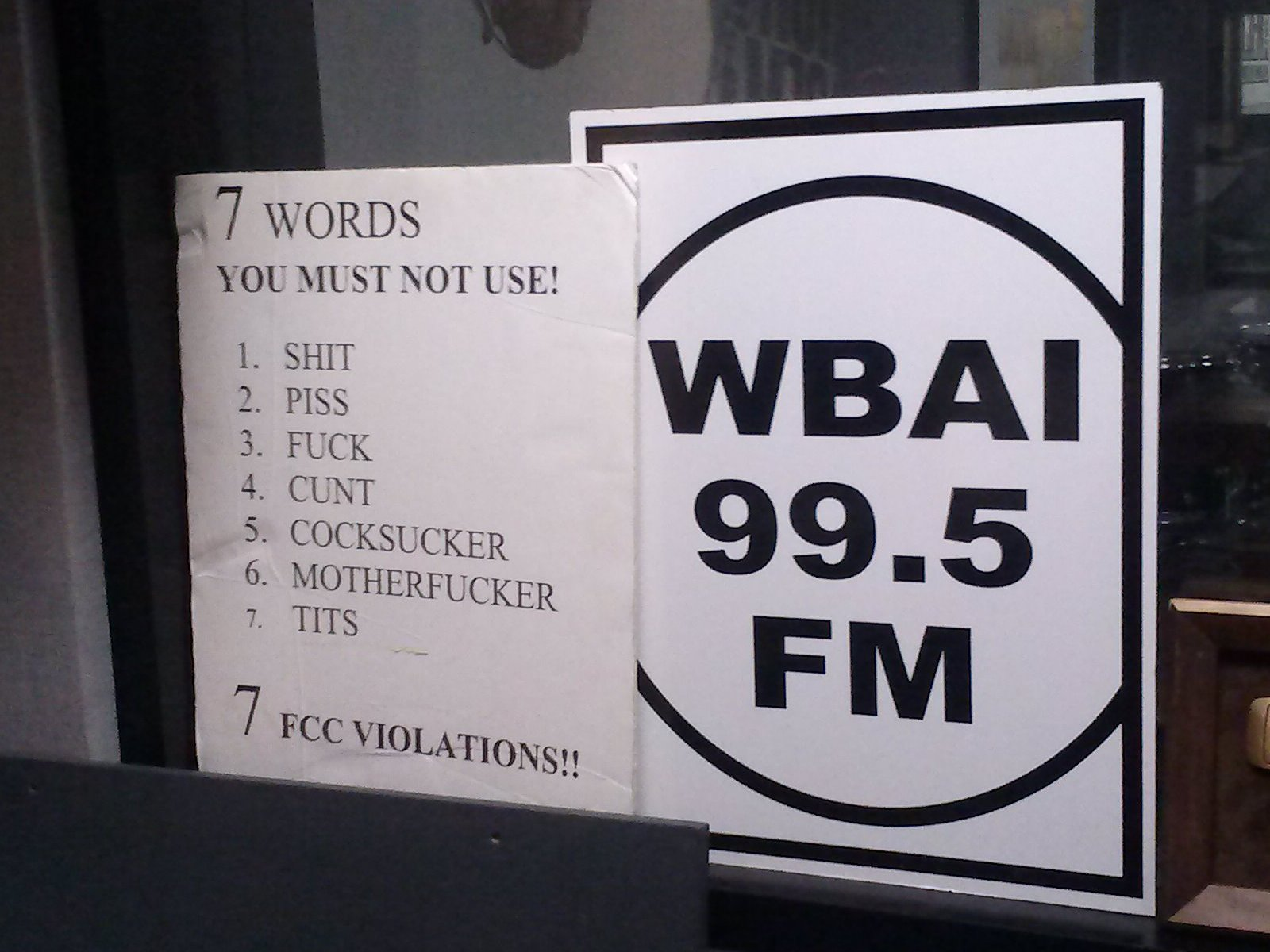
贴在WBAI广播电台播报台上的禁止使用七大脏词海报

紐約太平洋電台的WBAI-FM廣播頻道播放了一卷名為《髒話》（Filthy Word）的錄音帶，這卷12分鐘長的錄音帶是由美國喜劇演員喬治·卡林（George Carlin）以獨白的方式錄製，內容以7個他認為不適合在廣播上出現的髒字為主。後來，有家長向美國聯邦通訊委員會（FCC）檢舉，表示他的兒子聽到了這段廣播，並引起聯邦通訊委員會與太平洋電台之間的訴訟，最後案子送到美國最高法院。
在1978年，美國最高法院在知名的「聯邦通訊委員會對太平洋電台」一案中，表達支持聯邦通訊委員會的立場，由於廣播及電視具有高度的滲透性、青少年接近性，任何家庭在任何時段都可以收聽得到，所以七大髒詞被禁止於電波媒體中出現。
但隨後聯邦通訊委員會又放寬了規定，如果節目播放的時間確定不會有兒童閱聽人，那麼就能出現這七個髒字。在21世紀後，tits與piss兩個字已經不再被當成美國電波媒體的禁忌，而shit通常也不會受到管制。雖然聯邦通訊委員會當初限定的範圍是無線媒體，但有線電視由於廣告商的壓力，通常也會自行管制節目的內容不帶有Fuck、cunt等字眼。

## 外部連結
- Filthy Word廣播稿